# Silamus
Silamus eller Silamusjärvi är en sjö i Finland. Den ligger i kommunen Rautjärvi i landskapet Södra Karelen, i den sydöstra delen av landet, 270 km nordost om huvudstaden Helsingfors. Silamus ligger 68,4 meter över havet. I omgivningarna runt Silamus växer i huvudsak blandskog. Den är 5,85 meter djup. Arean är 1,83 kvadratkilometer och strandlinjen är 7,74 kilometer lång. Sjön  ingår i Hiitolanjokis huvudavrinningsområde. 